# Platycheirus speighti
Platycheirus speighti is een vliegensoort uit de familie van de zweefvliegen (Syrphidae). De wetenschappelijke naam van de soort is voor het eerst geldig gepubliceerd in 2002 door Doczkal, Stuke & Goeldlin.